# Coefficiente convettivo
In teoria del trasporto un coefficiente convettivo è definito per il fenomeno considerato come il rapporto tra densità di corrente e potenziale scalare corrispondenti:
{\displaystyle h={\frac {\vec {j}}{\Delta \phi }}}

## Convezione termica
Nel caso della convezione termica il coefficiente convettivo viene chiamato comunemente coefficiente di scambio termico:
{\displaystyle h={\frac {\vec {q}}{\Delta T}}}
dove:
- q è il flusso termico
- T è la temperatura

Dipende da svariati fattori, quali:
- numero di Reynolds
- Lo stato fisico del fluido
- La forma geometrica

La legge di Newton corrisponde a dire che il coefficiente di convezione termica è una costante di proporzionalità. Valori tipici dei coefficienti convettivi per l'acqua e per l'aria sono:
- aria: h = 10÷100 W/m2K
- acqua: h = 500÷10.000 W/m2K.